# San Jose del Monte
San Jose del Monte (ufficialmente San Jose del Monte City) è una città componente delle Filippine, situata nella Provincia di Bulacan, nella Regione del Luzon Centrale.
San Jose del Monte è formata da 59 baranggay:
- Assumption
- Bagong Buhay
- Bagong Buhay II
- Bagong Buhay III
- Citrus
- Ciudad Real
- Dulong Bayan
- Fatima
- Fatima II
- Fatima III
- Fatima IV
- Fatima V
- Francisco Homes – Guijo
- Francisco Homes – Mulawin
- Francisco Homes – Narra
- Francisco Homes – Yakal
- Gaya-Gaya
- Graceville
- Gumaoc Central
- Gumaoc East

- Gumaoc West
- Kaybanban
- Kaypian
- Lawang Pari
- Maharlika
- Minuyan
- Minuyan II
- Minuyan III
- Minuyan IV
- Minuyan Proper
- Minuyan V
- Muzon
- Paradise III
- Poblacion
- Poblacion I
- Saint Martin de Porres
- San Isidro
- San Manuel
- San Martin
- San Martin II

- San Martin III
- San Martin IV
- San Pedro
- San Rafael
- San Rafael II
- San Rafael III
- San Rafael IV
- San Rafael V
- San Roque
- Santa Cruz
- Santa Cruz II
- Santa Cruz III
- Santa Cruz IV
- Santa Cruz V
- Santo Cristo
- Santo Niño
- Santo Niño II
- Sapang Palay
- Tungkong Mangga